# Hélène L'Heuillet
« Heuillet » redirige ici. Pour l’article homophone, voir Loeillet.
 (mars 2021).
 (mars 2021).
Hélène L'Heuillet est une philosophe et psychanalyste française. 

## Biographie
Elle obtient l'agrégation de philosophie en 1983.[réf. nécessaire]
Elle obtient en 1999 un doctorat à l'université Paris-Nanterre, puis en 2009 une habilitation à diriger des recherches (HDR), sous la direction de Didier Deleule.[réf. nécessaire]
Maître de conférences en philosophie morale et politique à l’université Paris-Sorbonne, elle est aussi membre de l’Association lacanienne internationale.[réf. nécessaire] Elle fait également partie du comité de rédaction de la revue Raison publique et du comité de lecture de la revue Les études philosophiques.
Cette philosophe a actuellement prit sa retraite mais participe toujours activement à des évènements philosophiques (ex : forum de philosophie). 

## Publications
- Basse politique, haute police : une approche historique et philosophique de la police, Paris, Fayard, 2001, 434 p. (ISBN 2-213-60922-5)

prix Gabriel Tarde 2001
- La psychanalyse est un humanisme, Paris, Grasset, 2006, 128 p. (ISBN 978-2-246-70681-6)
- Aux sources du terrorisme : de la petite guerre aux attentats-suicides, Paris, Fayard, 2009, 346 p. (ISBN 978-2-213-62221-7)
- Tu haïras ton prochain comme toi-même, Paris, Albin Michel, août 2017
- Éloge du retard : où le temps est-il passé ?, Paris, Albin Michel, janvier 2020